# Kvitisen
De Kvitisen is een gletsjer op het eiland Edgeøya, dat deel uitmaakt van de Noorse eilandengroep Spitsbergen.
De gletsjer is vernoemd naar wit ijs, in tegenstelling tot Blåisen dat blauw ijs betekent.

## Geografie
De gletsjer ligt in het noordwestelijk deel van het eiland en ligt daar samen met een groep van drie andere meer geïsoleerde liggende gletsjers. Dat zijn de ten noorden gelegen gletsjer Langjøkulen (waarmee Kvitisen verbonden is), de ten noordoosten gelegen Bergfonna en de Blåisen in het oosten.
De gletsjer watert richting het zuidwesten via meerdere dalen af waar het water via gletsjerrivieren uitmondt in het fjord Storfjorden.